# Epifanio Martínez Peñalver
Epifanio Martínez Peñalver (n. 1815) fue un organista español.

## Biografía
Nació en la localidad conquense de Fuentes el 7 de abril de 1815. En 1824, contando apenas 9 años, ganó por oposición y por su voz de tiple una de las becas para infante de coro de la catedral de Cuenca, en el colegio llamado de San José. Su maestro de solfeo y de armonía fue Higinio Benito Herreros, que lo era de capilla de la citada catedral, mientras que el de órgano fue Nicolás Sabas Gallardo, organista primero de la propia iglesia, a quien ya suplía Martínez cuando tenía 14 años y con quien también tocaba en las grandes solemnidades religiosas, a dos órganos obligados. El 16 de mayo de 1837, fue nombrado organista por el cabildo de la colegiata de San Bartolomé de Belmonte, plaza que desempeñó hasta diciembre de 1839. En el primer día de 1840 se mudó a Madrid con el fin de adelantar sus estudios, al mismo tiempo que se procuraba una colocación como profesor, la que obtuvo, de tal manera que entró como primer tenor de coros en la ópera italiana que actuaba en el teatro de la Cruz. La primera obra que cantó fue Cleonice, regina di Siria, de Baltasar Saldoni.
Estuvo cinco años como corista y, según Saldoni, fue «muy apreciado de todos los maestros por su exactitud en el buen desempeño de su obligación». En 1844, el cura párroco Manuel Diego Madrazo lo nombró organista de la iglesia parroquial de San Luis de Madrid, plaza en la que se seguía desempeñando en agosto de 1879. Escribió para órgano y hasta setenta y dos obras religiosas para voces con acompañamiento de órgano y varios instrumentos. Dio gozos, villancicos, misas, stabat, himnos y misereres, entre los que se cuentan Al glorioso San Roque a tres voces y órgano obligado, Gozos a tres voces y órgano obligado, Elevación para órgano, Glosa fácil para el órgano y Dos intermedios fáciles para meditaciones.